# Sông Ishim
Sông Ishim (tiếng Nga: Ишим; tiếng Kazakh: Есіл, Esil) chảy qua Kazakhstan và Nga. Sông có chiều dài 2.450 km (1.530 mi), lưu lượng dòng chảy trung bình là 56,3 m³/s (1.988 ft³/s). Đây là chi lưu tả ngạn dài nhất của sông Irtysh. Có thể thông hành ở phần hạ lưu của sông Ishim. Phần thượng lưu của sông Ishim chảy qua Astana, thủ đô của Kazakhstan. Tại Nga, sông chảy qua một vùng đầm lầy rộng lớn, với vô số khúc uốn và hồ móng ngựa.